# Fotogramas de Plata 2013
La 64a cerimònia de lliurament dels Fotogramas de Plata 2013, lliurats per la revista espanyola especialitzada en cinema Fotogramas, va tenir lloc el 24 de febrer de 2014 a la discoteca Joy Eslava de Madrid. Fou presentada per Anabel Alonso.

## Candidatures

### Millor pel·lícula espanyola
| Pel·lícula | Director               | Resultat   |
| ---------- | ---------------------- | ---------- |
| La herida  | Fernando Franco García | Guanyadora |

### Millor pel·lícula estrangera
| Pel·lícula      | Director            | Resultat   |
| --------------- | ------------------- | ---------- |
| La vida d'Adèle | Abdellatif Kechiche | Guanyadora |

### Tota una vida
| Intèrpret  | Resultat  |
| ---------- | --------- |
| Juan Diego | Guanyador |

### Millor actriu de cinema
| actriu         | Pel·lícula     | Resultat   |
| -------------- | -------------- | ---------- |
| Inma Cuesta    | 3 bodas de más | Guanyadora |
| Marian Álvarez | La herida      | Candidata  |
| Aura Garrido   | Stockholm      | Candidata  |

### Millor actor de cinema
| Actor          | Pel·lícula                           | Resultat  |
| -------------- | ------------------------------------ | --------- |
| Mario Casas    | Las brujas de Zugarramurdi           | Candidat  |
| Javier Cámara  | Vivir es fácil con los ojos cerrados | Guanyador |
| Quim Gutiérrez | La gran familia española             | Candidat  |

### Millor actor de televisió
| Actor          | Sèrie de televisió  | Resultat  |
| -------------- | ------------------- | --------- |
| Raúl Arévalo   | Con el culo al aire | Guanyador |
| Paco León      | Aída                | Candidat  |
| Rodolfo Sancho | Isabel              | Candidat  |

### Millor actriu de televisió
| Actriu            | Sèrie de televisió       | Resultat   |
| ----------------- | ------------------------ | ---------- |
| Adriana Ugarte    | El tiempo entre costuras | Guanyadora |
| María Castro Jato | Vive cantando            | Candidata  |
| Michelle Jenner   | Isabel                   | Candidata  |

### Millor actriu de teatre
| Actriu          | Muntatge             | Resultat   |
| --------------- | -------------------- | ---------- |
| Macarena García | La llamada           | Guanyadora |
| Concha Velasco  | Hécuba               | Candidata  |
| Maribel Verdú   | Los hijos de Kennedy | Candidata  |

### Millor actor de teatre
| Actor/Companyia | Muntatge                | Resultat  |
| --------------- | ----------------------- | --------- |
| Juan Echanove   | Conversaciones con mamá | Candidat  |
| Asier Etxeandía | El intérprete           | Guanyador |
| Luis Merlo      | El crédito              | Candidat  |

### Intèrpret més buscat a www.fotogramas.es
| Intèrpret      | Resultat  |
| -------------- | --------- |
| María Valverde | Candidata |
| Àlex Monner    | Candidat  |
| Mario Casas    | Guanyador |

### Millor pel·lícula espanyola segons els lectors
| Intèrpret                  | Resultat   |
| -------------------------- | ---------- |
| 3 bodas de más             | Candidata  |
| La gran familia española   | Candidata  |
| Las brujas de Zugarramurdi | Guanyadora |